# Спурій Навцій Рутіл (військовий трибун з консульською владою 424 року до н. е.)
Спурій Навцій Рутіл (лат. Spurius Nautius Rutilus; ? — після 423 до н. е.) — політичний, державний та військовий діяч часів Римської республіки, військовий трибун з консульською владою (консулярний рибун) 424 року до н. е.

## Життєпис
Походив з патриціанського роду Навціїв. Син Спурія Навція Рутіла та онук Спурія Навція Рутіла, консула 488 року до н. е. Про молоді роки жодних відомостей немає.
У 424 році до н. е. його було обрано військовим трибуном з консульською владою разом з Луцієм Сергієм Фіденатом, Аппієм Клавдієм Красом, Секстом Юлієм Юлом.
Під час його каденції Рим перебував у мирних стосунках із сусідами. Спурій Навцій разом з колегами відсвяткував пишні ігри на відзначення перемоги над Фіденами у 426 році до н. е. Також увійшов до складу сенатської комісії, що розслідувала відомості стосовно вторгнення вольсків на землі герніків.
Водночас у союзі з сенаторами вирішили попередити наміри плебса на чолі з народними трибунами, що планували домогтися обрання військовими трибунами з консульською владою своїх кандидатів. Тому було вирішено наступного року обирати консулів. Рутіл разом з іншими консулярними трибунами провів вибори, за якими консулами стали Гай Семпроній Атратін і Квінт Фабій Вібулан Амбуст.
Подальша доля Спурія Навція Рутіла невідома.

## Родина
- Спурій Навцій Рутіл, консул 411 року